# Швейцарський діалект
Швейца́рський діале́кт — підгрупа діалектів алеманського діалекту, що використовуються в Швейцарії та деяких альпійських комунах північної Італії.
Швейцарський діалект є зручним терміном для позначення групи говорів, між якими насправді немає лінгвістичної єдності. Багато із цих говорів мають більш споріднені зв'язки з діалектами поза межами Швейцарії, аніж всередині групи. Серед швейцарських діалектів виділяють нижньоалеманські (базельський), верхньоалеманський (бернський, люцернський, цюриський, шафхаузенський та ін.) та гірськоалеманські (вальзерський, гларуський, швіцький) швейцарські діалекти.

## Швейцарська німецька мова та швейцарський діалект
Використання німецької мови та діалекту в Швейцарії відрізняється від їх використання в Німеччині та Австрії тим, що існує ясно виражена протилежність між діалектом та стандартною мовою. Діалект та стандартна мова розділені між собою,[джерело?] тобто не існує деякого переходу між ними. Під час розмови використовують або діалект, або стандартну мову, але не змішують їх в одному висловлюванні.[джерело?]
Діалекти використовуються в Швейцарії людьми різного соціального походження як ділова та розмовна мова. Загальноприйнятим є послуговування діалектом під час розмови з високопосадовцями та в державних установах.
Швейцарська німецька мова використовується в Швейцарії для письма і тому часто називається «письмова німецька мова».

## Граматика
На відміну від стандартної німецької мови, швейцарські діалекти мають ряд відмінностей.